# Municipio de Manguito
Municipio de Manguito är en kommun i Kuba.   Den ligger i provinsen Matanzas, i den västra delen av landet, 160 km öster om huvudstaden Havanna.